# 로마 조약

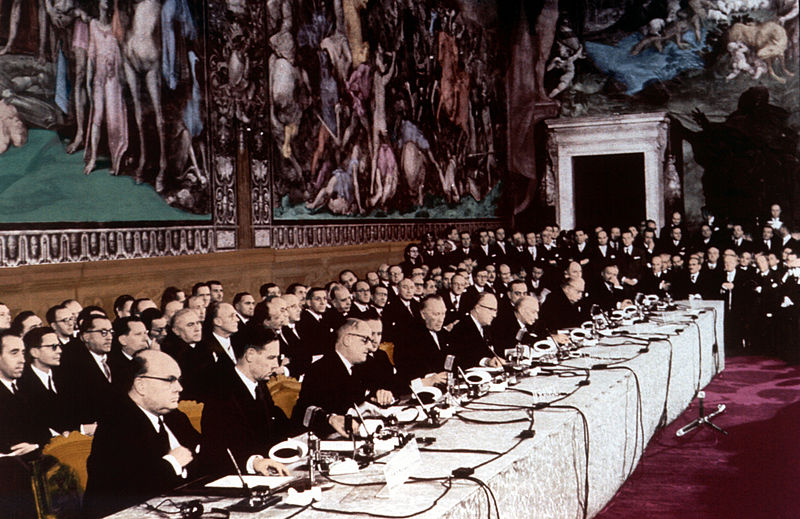

로마 조약(Treaty of Rome)은 프랑스, 서독, 이탈리아, 벨기에, 네덜란드, 룩셈부르크 간에 체결된 조약으로 1957년 3월 25일에 이탈리아의 로마에서 체결되었다. 이 조약으로 인해 독립적이고 초국가적인 경제 조직인 유럽 경제 공동체가 설립되었고, 이 조약은 1958년 1월 1일부터 발효하였다.

## 조약의 개명
이 조약의 원래 명칭은 유럽 경제 공동체 설립을 위한 조약(ECC조약)이었고, 후에 마스트리흐트 조약(1993년 발효)에 의해 유럽 공동체 설립을 위한 조약 (TEC)으로 바뀌었다. 2007년 6월 22일부터 23일까지의 유럽 정상회의에서 유럽 연합에 관한 조약과 유럽 공동체 설립을 위한 조약 둘 모두 새로운 리스본 조약(2009년 발효)에 의해 유럽 헌법의 대부분의 조항이 포함되는 수정을 하기로 합의하였다. 유럽 공동체 설립을 위한 조약은 이 과정에서 다시 한번 명칭이 바뀌었는데, 그 명칭은 유럽 연합의 기능에 관한 조약(TFEU, the Treaty on the Functioning of the European Union)이었다.

## 주요 내용
유럽연합의 기능에 관한 조약에서는 유럽연합의 역할, 정책, 활동에 대한 상세내용이 규정되어 있다. 유럽연합의 기능에 관한 조약은 7부로 구성되어 있다.

### 제1부 원칙
제1조에는 유럽연합의 기능에 관한 조약의 기초와 법적 지위를 정하고 있다. 제2조부터 제6조까지는 여러 가지 분야에 있어서 유럽연합의 권능에 관한 개요를 명시하고 있다. 제7조부터 제14조까지는 사회적 이념을, 제15조와 제16조는 문서와 의회의 공개에 관하여 여러 가지 규정하고, 제17조에는 유럽연합이 국내법 하에 있어서 교회의 지위를 존쟁하는 것을 강조하고 있다.

### 제2부 무차별과 국제 연합의 시민
제2부는 제18조부터 시작하며, 동조는 기본조약의 범위 내에 있어서, 국적에 따른 차별을 금지하고 있다. 제10조에는 유럽 연합은 "성별, 인종이나 민족적 출신, 종교나 신조, 신체적인 장애, 연령, 성적 지향에 의한 차별과 투쟁한다"고 강조하여 말하고 있다. 제20조부터 제24조에는 유럽연합의 시민권에 있어서, 자유로운 이동, 타국으로부터의 영사적 보호, 지방선거 및 유럽의회 의원선거에서의 투표와 입후보, 유럽의회와 유럽옴부즈만에의 청원에 대한 권리와 유럽연합의 기관에 대하여 자신이 사용하는 언어로 접촉하고, 회신을 받을 권리를 규정하고 있다. 제25조는 유럽 위원회에 대하여, 3년마다 유럽연합의 시민권의 상황에 대한 보고를 유럽 의회에 제출되는 것을 규정하고 있다.

### 제3부 유럽 연합의 정책과 역내 활동
제3부는, 역내 시장, 관세 동맹 등의 상품의 자유로운 이동, 농업 및 어업, 사람 · 서비스 · 자본의 자유로운 이동, 경찰과 사법협력 등의 자유 · 정의 · 안전에 대한 분야, 운수정책, 경쟁 · 과세 · 법의 조정, 유로 등의 경제 · 금융정책, 고용정책, 유럽 사회기금, 교육 · 직업훈련 · 청년 · 스포츠 정책, 문화 정책, 위성, 소비자보호, 유럽횡단 네트워크, 산업정책, 경제 · 사회 · 영억의 결합, 연구 · 개발 및 우주정책, 환경정책, 에너지정책, 관광, 시민보호, 행정협력이라는 24편으로 규정되어 있다.
제7편 경쟁 · 과세 · 법의 조정 (101~118조)

### 제4부 해외영토의 제휴
제4부에는 해외영토의 제휴에 대해서 규정하고 있다. 제198조에는 제휴의 목적에 대하여, 부속문서 2에 열거되어 있는 영토의 경제적, 사회적 개발의 추진을 규정한다. 또한 그 이후 조항에는 관세 등의 제휴의 형태에 대하여 상술하고 있다.

### 제5부 연합에 대한 대외활동
제5부는 유럽 연합의 외교정책에 대하여 언급한다. 제205조에는 대외활동은 유럽 연합 조약 제5편 제1장에 규정된 원칙에 좇지 않으면 안된다는 것을 강조한다. 제206조와 제207조에는 유럽 연합의 대외 무역 정책에 대하여 규정하고 있다. 제208조부터 제214조까지는 제3국과의 개발과 인도적 지원에 관한 협력에 대하여 규정한다. 제215조에는 제재조치에 대하여 규정하고, 제216조부터 제219조까지는 제3국과의 국제조약체결을 위한 절차에 대하여 규정하고 있다. 제220조에는 외무 · 안전보장정책 상급 대표와 유럽 위원회에 대하여 기타 국제기관과 적절히 협력하는 것을 설시하고, 제221조에는 유럽 연합의 대표부의 설치에 대하여 규정하다. 제222조 "결속조항"에는 가맹국은 테러리스트에 의한 공격, 자연재해, 인적 재해를 입은 가맹국에 대한 지원을 행하는 것을 규정하고 있다. 이 조항에는 군대의 사용도 포함되어 있다.

### 제6부 기관과 재무에 대한 규정
제6부에는 유럽 연합 조약에 있어서 기관에 관한 규정을 상세히 규정하고 있다. 제288조부터 제299조에는 기관에 관한 상세한 규정에 더하여, 유럽법이나 입법 절차의 형태에 대하여 규정하고 있다. 제300조부터 제309조까지는 경제사회평의회, 지역위원회, 유럽투자은행에 대하여 규정하고 있다. 제310조부터 제325조까지는 유럽 연합의 예산에 대하여 강조하고 있다. 제326조부터 제334조까지는 "강화된 협력"에 대하여 규정하고 있다.

### 제7부 일반, 최종규정
제7부에는 지리적, 시간적 적용, 기관의 소재지, 형사책임의 면제, 1958년 이전 또는 가맹일 이전에 서명한 조약에의 영향이라고 하는 최종적인 법적 문제에 대하여 언급하고 있다.
의정서, 부속문서, 선언
유럽연합조약 및 유럽연합의 기능에 관한 조약에는 37개의 의정서, 2개의 부속문서, 65개의 선언이 첨부되어 있다. 이들은 정식 법적 문서가 아닌 상세한 규정을 포함하고 있고, 특히 특정 가맹국에 대한 특별규정이 규정되어 있다.

## 로마 조약
유럽 원자력 공동체 (유라톰)의 설립을 위한 또다른 조약이 같은 날에 체결되었다. 이 역시 로마 조약과 같은 날인 1958년 1월 1일에 효력이 발생되었다.
두 조약은 유럽 석탄 철강 공동체 설립을 위한 조약(2001~2002년에 만료된 파리 조약)과 함께 로마 조약으로 알려져 있다.
오늘날, 원래의 로마 조약은 유럽 연합의 조약에 따라서 모든 항목이 수정되었다. 니스 조약은 모든 조약을 하나로 통합하였지만, 이 범위 내에 유럽 공동체 관련 조약 (로마 조약의 형태로 수정된 조약) 은 고유의 조항 번호를 매겨 단일 섹션으로 남아있다.
이후의 조약, 특히 마스트리흐트 조약, 에도 불구하고 유럽 공동체 관련 조약은 유럽 연합 기관에 의해 처리되는 대부분의 결정에 대한 법적 근거이다. 그리고 공동체 법률의 주요 원천으로 남아 있다.

## 조인국
| 국가       | 조인자                                            |
| ---------- | ------------------------------------------------- |
| 벨기에     | Paul-Henri Spaak · Jean Charles Snoy et d'Oppuers |
| 서독       | Konrad Adenauer · Walter Hallstein                |
| 프랑스     | Christian Pineau · Maurice Faure                  |
| 이탈리아   | Antonio Segni · Gaetano Martino                   |
| 룩셈부르크 | Joseph Bech · Lambert Schaus                      |
| 네덜란드   | Joseph Luns · J. Linthorst Homan                  |

## 유럽 연합 조약과 구조의 타임라인
|                   |                      |                                      |                              |                            |                                  |                                  |                      |                |                  |
| 1948 브뤼셀 조약  | 1952 파리 조약       | 1958 로마 조약                       | 1967 합병 조약               | 1987 단일 유럽 의정서      | 1993 마스트리흐트 조약 (EU 설립) | 1993 마스트리흐트 조약 (EU 설립) | 1999 암스테르담 조약 | 2003 니스 조약 | 2009 리스본 조약 |
|                   |                      |                                      | 유럽 원자력 공동체 (EURATOM) |                            |                                  |                                  |                      |                |                  |
|                   |                      | 유럽 석탄 철강 공동체 (ECSC)         | 유럽 석탄 철강 공동체 (ECSC) |                            |                                  |                                  |                      | 유럽 연합 (EU) |                  |
|                   |                      | 유럽 경제 공동체 (EEC)               | 유럽 경제 공동체 (EEC)       | → 세 개 의 기 둥 →         |                                  | 유럽 공동체 (EC)                 | 유럽 공동체 (EC)     | 유럽 연합 (EU) |                  |
|                   | ↑유럽의 공동체↑      | ↑유럽의 공동체↑                      | 사법과 국내 문제 (JHA)       | → 세 개 의 기 둥 →         |                                  | 유럽 공동체 (EC)                 | 유럽 공동체 (EC)     | 유럽 연합 (EU) |                  |
|                   |                      | 경찰 및 사법 협력에 관한 규정 (PJCC) | 사법과 국내 문제 (JHA)       | → 세 개 의 기 둥 →         |                                  |                                  |                      | 유럽 연합 (EU) |                  |
|                   | 유럽 정치 협력 (EPC) | 공동 외교 안보 정책 (CFSP)           | 공동 외교 안보 정책 (CFSP)   | 공동 외교 안보 정책 (CFSP) |                                  |                                  |                      | 유럽 연합 (EU) |                  |
|                   | 유럽 정치 협력 (EPC) |                                      |                              | → 세 개 의 기 둥 →         |                                  |                                  |                      | 유럽 연합 (EU) |                  |
| 서유럽 연합 (WEU) |                      |                                      |                              |                            |                                  |                                  |                      | 유럽 연합 (EU) |                  |
|                   |                      |                                      |                              |                            |                                  |                                  |                      |                |                  |

## 같이 보기
- 유럽 연합의 역사
- 유럽 석탄 철강 공동체
- 유럽 원자력 공동체
- 유럽 경제 공동체